# Shoppers Fair
Shoppers Fair was een Amerikaanse discount warenhuisketen. Het bedrijf werd in 1956 opgericht in Bridgeport, Connecticut en was eigendom van Mangel, gevestigd in New York. Het bedrijf was voornamelijk actief in de staat Michigan. De keten sloot de laatste winkels in 1975.

## Geschiedenis
Shoppers Fair werd in 1956 opgericht met een winkel in Bridgeport (Connecticut). In 1962 was de keten een dochteronderneming van het in New York gevestigde Mangel en exploiteerde het 35 winkels in twaalf staten, waarvan negen in Michigan. In 1971 sloot Shoppers Fair een overeenkomst met Borman's Inc., eigenaar van de keten Yankee Stores, om acht winkels over te nemen die Yankee in de regio Detroit had gesloten vanwege verlies van winstgevendheid. Een van de acht winkels, die in Roseville, was op dat moment nog niet geopend als Yankee. 
De winkelketen Shoppers Fair was betrokken bij twee rechtszaken: een in 1960 tegen een warenhuis in Flint, Michigan genaamd The Fair. Een andere rechtszaak speelde vier jaar later tegen een eigenaar van een IGA- winkel in Fort Smith, Arkansas, ook genaamd Shoppers Fair. In beide zaken werd in het voordeel van de andere winkels beslist.
Mangel vroeg in maart 1974 faillissement aan. Destijds had het bedrijf 46 Shoppers Fair-winkels en 94 Mangels-kledingwinkels. In december 1974 waren alle winkels in Detroit gesloten,  en in 1975 waren de tien overgebleven winkels van de keten eveneens failliet gegaan.